# Leonardo Giordani
Pour les articles homonymes, voir Giordani.
Leonardo Giordani (né le 27 mai 1977 à Rome) est un coureur cycliste italien, professionnel entre 2000 et 2013. Il a notamment été champion du monde sur route espoirs en 1999.

## Palmarès

### Palmarès amateur
- 1995
  - 2e du Trofeo Buffoni
- 1997
  - Gran Premio Chianti Colline d'Elsa
  - 2ea (contre-la-montre par équipes) et 4e étapes du Tour de la Vallée d'Aoste
  - 2e du Grand Prix de Poggiana
- 1998
  - Gran Premio Chianti Colline d'Elsa
  - 2e étape du Tour de la Vallée d'Aoste
  - Tour de Lombardie amateurs
  - 2e du Piccola Sanremo
  - 2e du Tour de la Vallée d'Aoste
- 1999
  -  Champion du monde sur route espoirs
  - Tour des régions italiennes :
    - Classement général
    - 3e étape

  - Mémorial Roberto Ricci
  - 5e étape du Tour de Toscane espoirs
  - Trofeo Gianfranco Bianchin
  - 2e du Tour de Toscane espoirs
  - 8e du championnat d'Europe sur route espoirs

### Palmarès professionnel
- 2005
  - 2e de la Coppa Agostoni

## Résultats sur les grands tours

### Tour d'Italie
3 participations
- 2003 : 90e
- 2004 : 75e
- 2011 : 114e

## Classements mondiaux
| Année           | 2005 | 2006 | 2007 | 2008 | 2009 | 2010 | 2011   |
| --------------- | ---- | ---- | ---- | ---- | ---- | ---- | ------ |
| UCI Europe Tour | 142e | 723e |      | 206e | 570e | 902e | 1 208e |